# Neptunium(III)-fluorid
Neptunium(III)-fluorid ist eine chemische Verbindung aus den Elementen Neptunium und Fluor. Es besitzt die Formel NpF3 und gehört zur Stoffklasse der Fluoride.

## Darstellung
Neptunium(III)-fluorid entsteht durch Umsetzung von Neptunium(IV)-oxid (NpO2) mit Fluorwasserstoff (HF) im H2-Strom bei 500 °C.
{\displaystyle {\ce {2 NpO2 + H2 + 6 HF -> 2 NpF3 + 4 H2O}}}
Es kann auch durch die Umsetzung einer wässrigen Neptuniumlösung mit Fluoridsalzen im schwach Sauren hergestellt werden.
{\displaystyle {\ce {Np^3+ (aq) + 3 F^- (aq) -> NpF3 (s) v}}}
Neptunium(IV)-fluorid (NpF4) wird im H2-Strom zu Neptunium(III)-fluorid reduziert.
{\displaystyle {\ce {2 NpF4 + H2 -> 2 NpF3 + 2 HF}}}

## Eigenschaften

### Physikalische Eigenschaften
Neptunium(III)-fluorid ist ein violetter Feststoff, der bei 1425 °C schmilzt. Es kristallisiert in der Lanthanfluoridstruktur mit den Gitterparametern a = 712,9 pm und c = 728,8 pm. Hierbei ist jeder Neptuniumkern von neun Fluorkernen in einer verzerrten dreifach-überkappten trigonal-prismatischen Struktur umgeben.

### Chemische Eigenschaften
Neptunium(III)-fluorid wird im Fluorgasstrom bei 500 °C zum flüchtigen Neptuniumhexafluorid (NpF6) umgesetzt:
{\displaystyle {\ce {2 NpF3 + 3 F2 -> 2 NpF6}}}
Die Oxidation von Neptunium(III)-fluorid mit einem Sauerstoff-Fluorwasserstoff-Gemisch führt zum Neptunium(IV)-fluorid (NpF4).
{\displaystyle {\ce {4 NpF3 + O2 + 4 HF -> 4 NpF4 + 2 H2O}}}
In einer ungewöhnlichen Reaktion mit Sauerstoff (O2) entstehen Neptunium(IV)-fluorid und Neptuniumdioxid.
{\displaystyle {\ce {4 NpF3 + O2 -> 3 NpF4 + NpO2}}}
Metallisches Neptunium kann durch Reduktion aus seinen Verbindungen erhalten werden. Zuerst wurde Neptunium(III)-fluorid mit elementarem Barium oder Lithium bei 1200 °C zur Reaktion gebracht.
{\displaystyle {\ce {2 NpF3 + 3 Ba -> 2 Np + 3 BaF2}}}

## Sicherheitshinweise
Einstufungen nach der CLP-Verordnung liegen nicht vor, weil diese nur die chemische Gefährlichkeit umfassen und eine völlig untergeordnete Rolle gegenüber den auf der Radioaktivität beruhenden Gefahren spielen. Auch Letzteres gilt nur, wenn es sich um eine dafür relevante Stoffmenge handelt.